# Theretra rhesus
Theretra rhesus är en fjärilsart som beskrevs av Jean Baptiste Boisduval 1875. Theretra rhesus ingår i släktet Theretra och familjen svärmare. Inga underarter finns listade i Catalogue of Life.

## Beskrivning

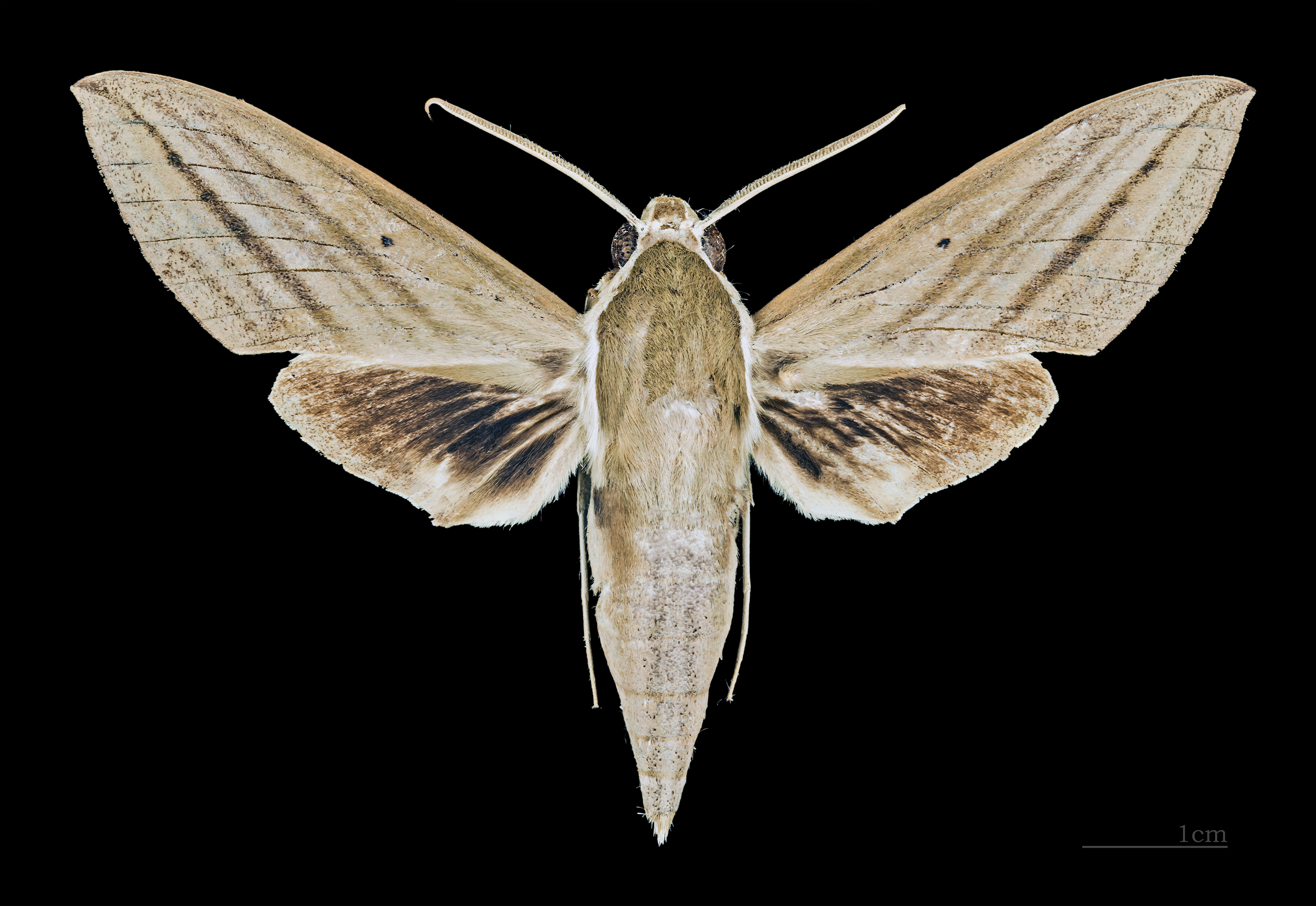
Theretra rhesus ♂
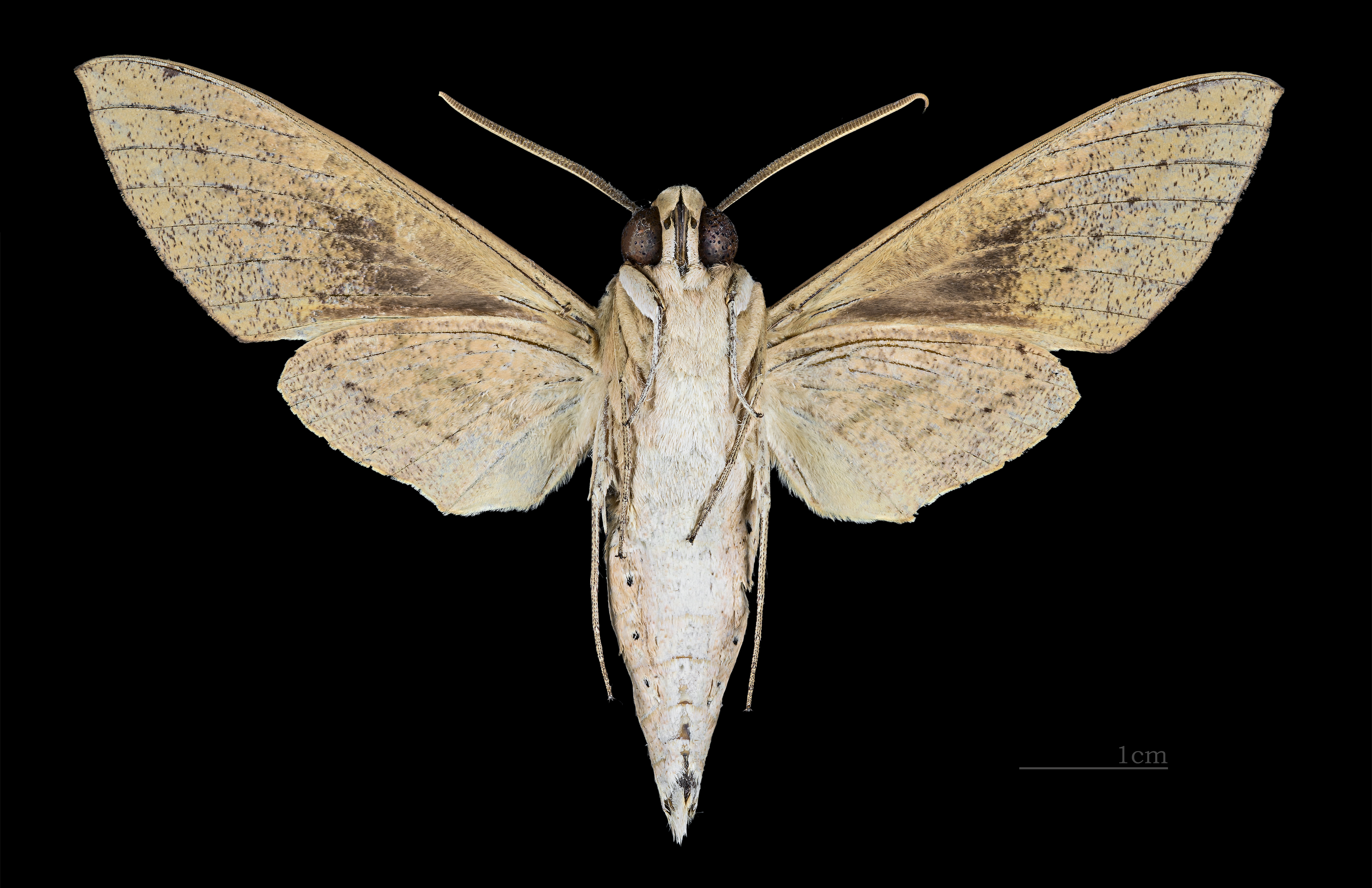
Theretra rhesus  ♂  △
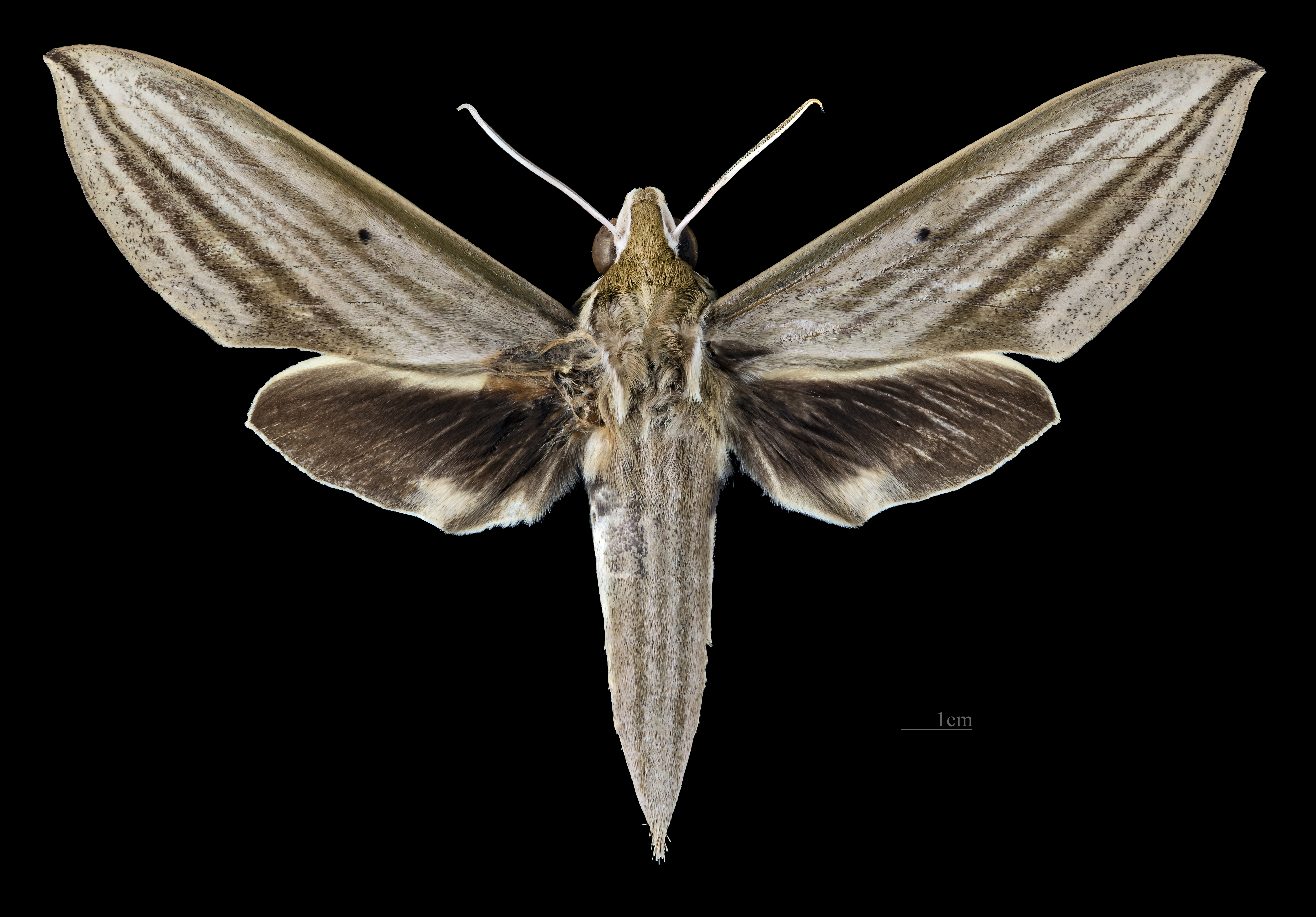
Theretra rhesus  ♀
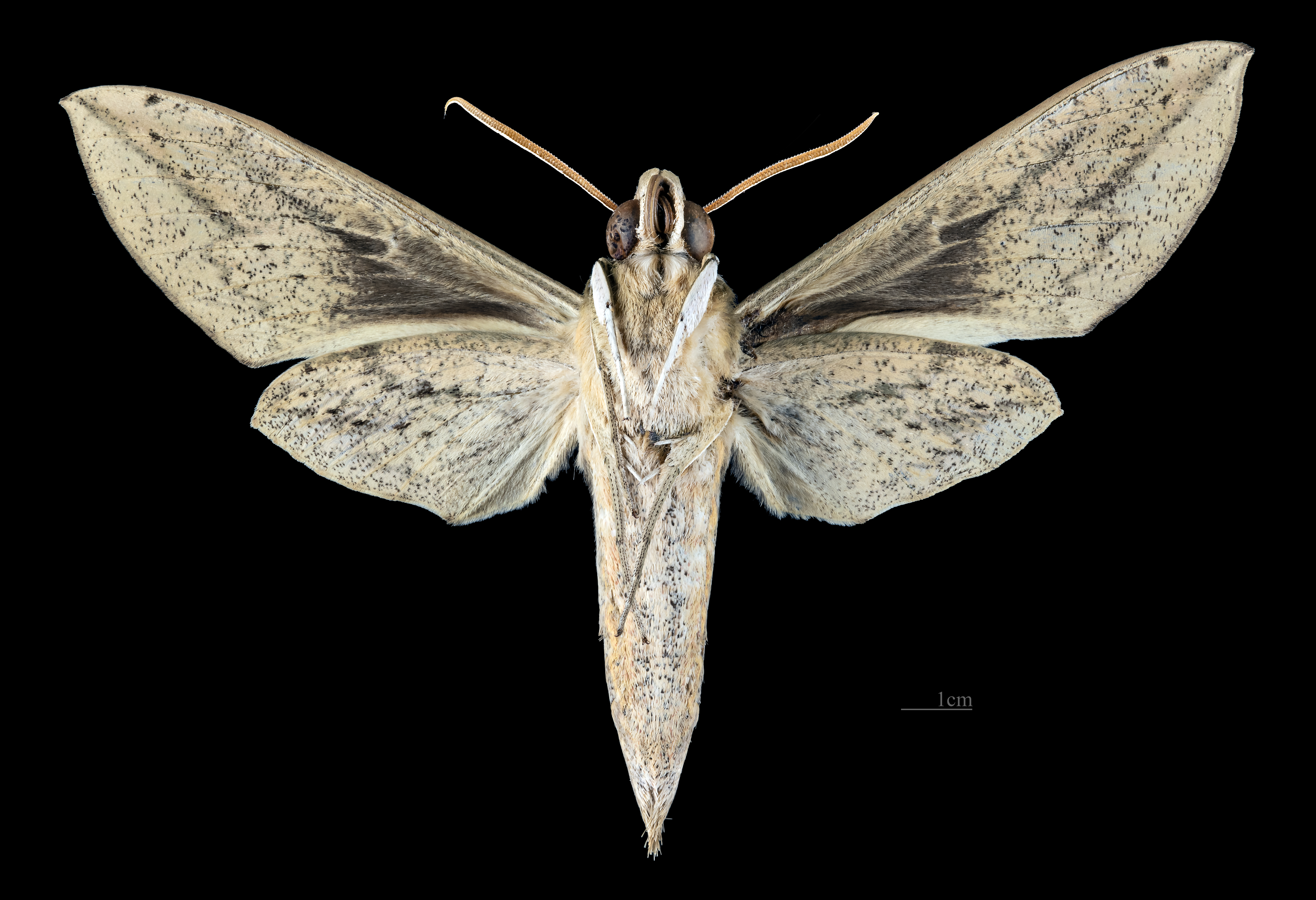
Theretra rhesus  ♀  △